# کولد اسپرینگز، شهرستان توآلومی، کالیفرنیا
کولد اسپرینگز، شهرستان توآلومی (به انگلیسی: Cold Springs) یک منطقهٔ مسکونی در ایالات متحده آمریکا است که در شهرستان توآلومی، کالیفرنیا واقع شده‌است. کولد اسپرینگز، شهرستان توآلومی ۴٫۴۹۲ کیلومتر مربع مساحت و ۱۸۱ نفر جمعیت دارد و ۱٬۶۲۰٫۰۳ متر بالاتر از سطح دریا واقع شده‌است.